# Шахрух
Муин аль-Хакк ва-д-Дин Шахрух (от персидского šāh («царь»), rukh («лицо»); 20 августа 1377 года — 12 марта 1447 года) — эмир, младший из четырех сыновей среднеазиатского тюрко-монгольского завоевателя Тамерлана, правитель Хорасана (с 1397 года) и империи Тимуридов (с 1409 года).  
В разгоревшейся после смерти Тимура (1405 год) междоусобной войне (1405 - 1409 года), Шахрух смог одержать верх над своими родственниками и стать полновластным правителем империи Тимуридов. Он перенес столицу империи из Самарканда в Герат. 
Почти 40-летнее правление Шахруха было временем расцвета наук и искусств в государстве Тимуридов, известное как Тимуридский Ренессанс.  
Шахрух был отцом великого астронома и математика Улугбега и известного каллиграфа и мецената Байсонкура.

## Биография
Младший сын Тимура Шахрух родился 20 августа 1377 года. Матерью Шахруха была Дильшат ага из тюркского племени дуглатов. Тимур женился на ней в 1375 году. По преданию имя Шахрух придумал сам Тимур. Мать Шахруха умерла рано в 1383 году и его воспитанием занималась старшая жена Тимура Сарай мульк ханым.
В 1393 году музаффаридский султан Фарса Шах-Мансур, воспользовавшись тем, что армия Тимура была далеко, в Самарканде, захватил Исфахан и Шираз, где ослепил и взял в плен своих близких родственников, законных властителей. Предвидя возвращение Тамерлана, Шах-Мансур объявил в стране военное положение и сформировал небольшую армию, собрав самых опытных и отважных воинов по всему Ирану. Как только корпус под командованием Тимура появился в мае того же года около Шираза, Шах-Мансур и его солдаты напали на него. Благодаря храбрости и внезапности иранцы раздавили центр вражеской армии и посеяли панику в её рядах. Во время этого хаоса Шах-Мансур, заметив, что Тимур и его свита изолированы от основных сил, бросился туда. Яростный натиск позволил Шах-Мансуру добраться до Великого Эмира. Тот увидел врага, хотел схватить своё копье, которое обычно возил его копьеносец, но никого не увидел рядом. Шах-Мансур нанес ему два удара саблей в голову. Прочный шлем и хладнокровие спасли Тимура: лезвие скользнуло, но не проникло в кость. И здесь пробил смертный час отважного Шах-Мансура. Солдаты Великого эмира оправились от внезапного натиска и стали уничтожать персов. Шахрух, которому не исполнилось и 17 лет, бросил к ногам отца отрубленную голову Шах-Мансура.
Тогда же Тимур назначил Шахруха правителем Самарканда и сразу отправил его в столицу. Это назначение свидетельствовало о том, что очередная кампания должна была продлиться дольше, чем предполагалось.
В 1397 году Тимур, после возвращения в Самарканд, назначает Шахруха правителем Хорасана, Сеистана и Мазандерана.
Шахрух, в качестве одного из военачальников, принимал участие в походе Тимура на Османскую империю в 1400 - 1403 г. В решающей для все войны Ангорской битве (летом 1402 года), он командовал левым крылом войска Тимуридов (сам Тимур командовал центром, а старший брат Шахруха, Мираншах, правым крылом). В бою его фланг встретил наиболее ожесточенное и сильное сопротивление со стороны сербов Стефана Лазаревича.  
По возвращении из победоносного похода на османов, Тимур начал готовить, давно им вынашиваемое вторжение в Минский Китай. Шахрух же вернулся на пост губернатора Хорасана. На момент смерти Тимура, Шахрух находился в своей провинции. Очевидно, что Тимур никогда не рассматривал Шахруха в качестве наследника своей империи. Возможно дело было в отчужденности отца и сына. Есть предположения, что холодное отношение Тимура к младшему сыну было обусловлено личными качествами Шахруха. Принц, несмотря на свой ум и образованность, имел репутацию весьма скромного и кроткого человека, а кроме того, очень благочестивого. Он не отличался ни суровой воинственностью отца, ни его приверженностью тюрко-монгольским законам Чингисхана.

## Дети Шахруха
22 марта 1394 года жена Шахруха Гавхаршад бегим родила сына Улугбека. В честь такого события Тимур помиловал мятежников города Мардин, тот, что в то время взял после осады, и велел вернуть им отобранные вещи. Вскоре после этого Сахибкиран широко отпраздновал рождение еще одного сына Шахруха и своего внука — Ибрахим Султана. Современники сообщают: 

Его трон, усыпанный драгоценными камнями, в окружении тысячи огней стоял под пышным балдахином, поддерживаемым сорока колоннами. Вокруг него стояли «самые красивые женщины Азии» с головными уборами из золоченой ткани. Перед троном стояли певцы и музыканты, в центре находились виночерпии с бутылями и золотыми кубками в руках. Они прислуживали гостям, наливали им белое вино из Мазандарана, красное — из Шираза, бордовое — из Косруана, а также очень крепкий прозрачный напиток, чистый, как ключевая вода. Галантные беседы с красавицами, чьи заплетенные в косы волосы ниспадали до земли, были не единственным увеселением на этом празднике.
Кроме этого у Шахруха были сыновья Байсонкур, Мухаммад Джуки-Мирза, Суюргатмыш и дочери. Одна из жен Михрнигар-хатун происходила из рода кочевых узбеков.

## Внутренняя политика
После смерти Тимура в 1405 году началась междоусобная война. Власть в Мавераннахре захватил его внук Халиль-Султан (1405—1409), а в Хорасане после нескольких военных столкновений, власть перешла к младшему сыну Тимура — Шахруху. В 1409 году после разгрома Халиль-Султана тимуридские военачальники передали власть и в Мавераннахре Шахруху. Шахрух решил остаться править в Хорасане, сделав столицей государства Герат, а Мавераннахр был передан его сыну Улугбеку (1409—1449). При правлении Шахруха Герат стал крупнейшим центром науки и культуры на Востоке. Его сын Байсонкур создал здесь художественную академию, из которой позже вышел знаменитый Бехзад. При правлении сохранялась мощь государства Тимуридов.

## Внешняя политика
Шахрух неоднократно принимал послов из Египта, Османской империи и Китая. Его посланники побывали в Китае, Индии, Египте и Османской империи. Согласно архивным данным, ещё до 1444 года Османская империя отправляла некоторую дань Шахруху как преемнику Тимура. На жизнь Шахруха, обычно ходившего в мечеть без телохранителей, неоднократно совершались покушения. Большую роль во внутренней политической жизни страны играла старшая жена Шахруха — Гавхаршад-бегим (Гохаршад).
После смерти Шахруха в 1447 году власть перешла в руки Улугбека. Останки Шахруха были перевезены Улугбеком из Герата в Самарканд и захоронены в фамильной усыпальнице Гур-Эмир.